# Луций Корнелий Сулла Феликс (консул 33 года)
Лу́ций Корне́лий Су́лла Фе́ликс (лат. Lucius Cornelius Sulla Felix; умер, предположительно, после 41 года) — политический деятель эпохи ранней Римской империи, ординарный консул 33 года.

## Биография
Его отцом был сенатор Луций Корнелий Сулла, матерью — Секстия, а братом консул 52 года Фавст Корнелий Сулла Феликс.
В 21 году на Феликса в сенат была подана жалоба преторием (бывшим претором) Корбулоном, который обвинял его в неуважительном отношении по причине того, что он не уступил ему место во время гладиаторских боёв. Защита Суллы состояла из единоутробного брата его отца, Мамерка Эмилия Скавра, и консуляра Луция Аррунция. Дело окончилось тем, что Скавр извинился перед Корбулоном. В 29 году Сулла занимал должность претора по делам иноземцев. В 33 году он был ординарным консулом вместе с будущим императором Гальбой. Есть предположение, что в 41 году, в течение нескольких месяцев, он был супругом Агриппины Младшей, дочери полководца Германика.